# Saud Nasir as-Sabah

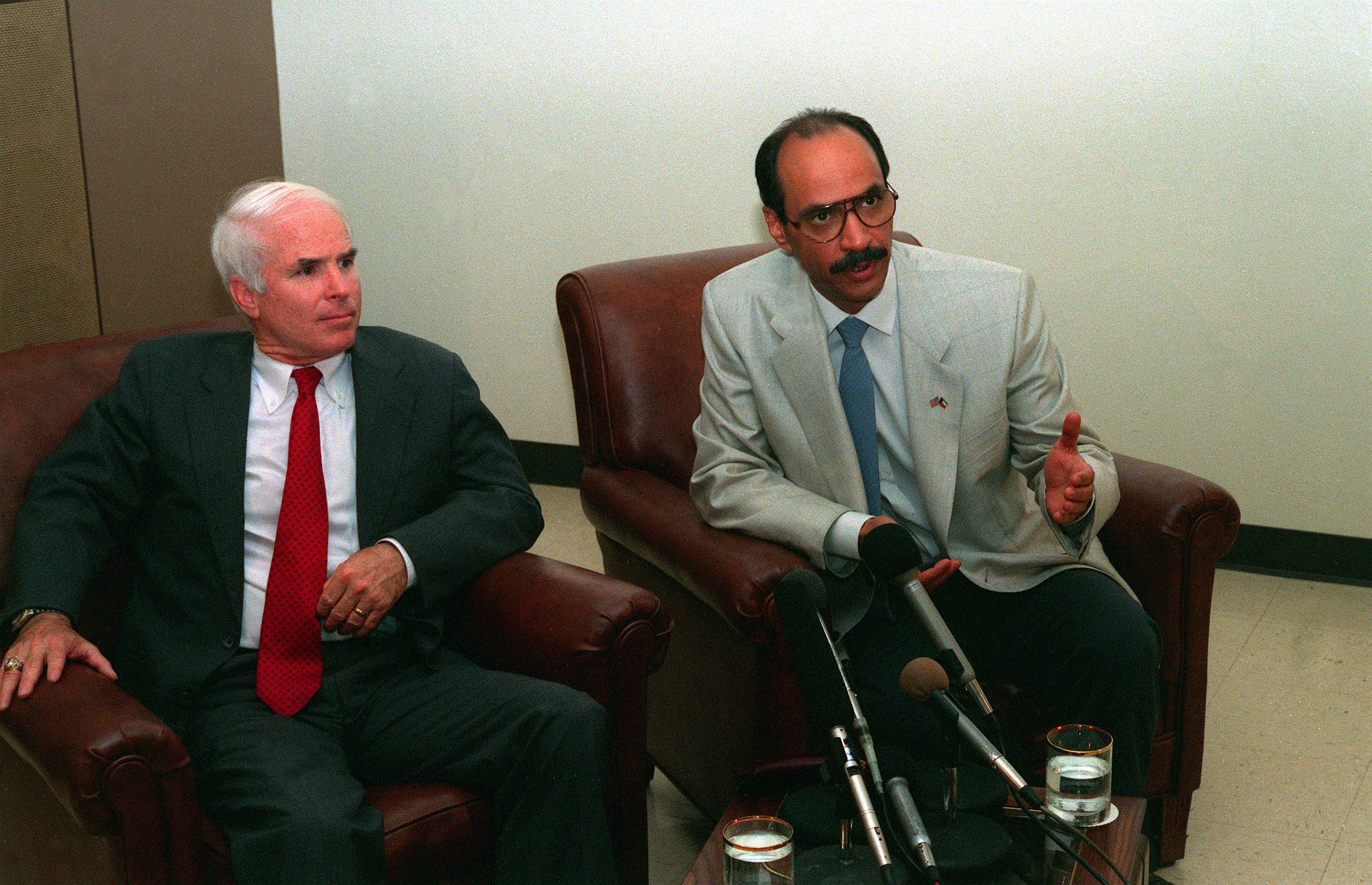
Scheich Saud und Senator John McCain (1991)

Scheich Saud Nasir as-Sabah (arabisch سعود الناصر الصباح, DMG Saʿūd an-Nāṣir aṣ-Ṣabāḥ, oft Al-Sabah; * 3. Oktober 1944 in Kuwait; † 21. Januar 2012) war ein kuwaitischer Diplomat und später Politiker, der zur Herrscherfamilie as-Sabah gehörte und Botschafter seines Landes in den Vereinigten Staaten war.

## Leben
Saud Nasir as-Sabah studierte Rechtswissenschaft an der Universität London und schloss sein Studium im Jahre 1968 ab. In den 1980ern fungierte er als kuwaitischer Botschafter im Vereinigten Königreich. Von 1981 bis 1992 war er Botschafter in den Vereinigten Staaten.
Nach der irakischen Invasion von Kuwait im Jahre 1990 stand Saud Nasir al-Sabah im Zusammenhang mit der fingierten, angeblichen Basisbewegung Citizens for a Free Kuwait, die auf ein militärisches Eingreifen der Vereinigten Staaten hinarbeitete. Aussagen seiner Tochter Nayirah as-Sabah vor dem US-Kongress über angebliche irakische Gräueltaten an kuwaitischen Babys im Adan-Krankenhaus in Kuwait hatten erheblichen Einfluss auf die amerikanische öffentliche Meinung und führten zu einer weitgehenden Befürwortung eines Kriegseinsatzes, der im Januar 1991 erfolgte. Über die Hintergründe dieser Propagandaaktion wurde der Dokumentarfilm To Sell a War (1992, Regie: Neil Docherty) gedreht.
1992 wurde er zum Informationsminister ernannt und bekleidete dieses Amt bis März 1998, als er Ölminister wurde. Dieses Amt übte er bis 2001 aus.
Anfang 2012 kehrte Saud Nasir al-Sabah aus dem Vereinigten Königreich, wo er sich aufgrund einer Krebserkrankung für ein Jahr in Behandlung befunden hatte, nach Kuwait zurück und starb dort am 21. Januar in einem kuwaitischen Krankenhaus im Alter von 68 Jahren.